# Полидект
О царе Спарты см. Полидект (царь Спарты)
Полидект (др.-греч. Πολυδέκτης) — персонаж древнегреческой мифологии. Сын Магнета и морской нимфы, брат Диктиса. Царь острова Сериф.
Хотел посвататься к Гипподамии и просил привести ему лучших коней у всех друзей, включая Персея. Отправил Персея за головой Горгоны Медузы. Позже Персей превратил его в камень. Либо женился на Данае, когда её выбросило на берег и был воспитателем Персея.
Действующее лицо трагедий Эсхила «Полидект», Софокла «Даная», Еврипида «Даная».
Также Полидект (Полидегмон) — эпитет Аида, с которым связано путешествие Персея.